# Åkermanit
Åkermanit ist ein in der Natur selten, in Eisenhüttenschlacken aber häufig vorkommendes Mineral aus der Mineralklasse der „Silikate und Germanate“ mit der chemischen Zusammensetzung Ca2Mg[4][Si2O7]. Åkermanit ist damit chemisch gesehen ein Calcium-Magnesium-Silikat, das strukturell Åkermanit zu den Gruppensilikaten gehört.
Åkermanit kristallisiert im tetragonalen Kristallsystem und entwickelt meist dünntafelige bis kurzprismatische Kristalle und Durchkreuzungszwillinge, kommt aber auch in Form körniger bis massiger Mineral-Aggregate vor. In reiner Form ist er farblos und durchsichtig. Durch vielfache Lichtbrechung aufgrund von Gitterfehlern oder polykristalliner Ausbildung kann er aber auch weiß erscheinen und durch Fremdbeimengungen eine gelblichgraue, grüne oder braune Farbe annehmen, wobei die Transparenz entsprechend abnimmt.
Mit Gehlenit (Ca2Al[4][AlSiO7]) bildet Åkermanit eine lückenlose Mischkristall-Reihe, wobei zwischen den beiden Endgliedern eine gekoppelte Substitution von Al3+Al3+ durch Mg2+Si4+ stattfindet. Zusätzlich können Anteile des Calciums durch Natrium und Kalium, Magnesium durch zweiwertiges Eisen und Aluminium durch dreiwertiges Eisen ersetzt sein.

## Etymologie und Geschichte
Erstmals beschrieben wurde Åkermanit 1884 von Johan Herman Lie Vogt (zunächst auf Schwedisch, 1890 auch auf Deutsch), der das Mineral nach dem schwedischen Metallurgen und Hüttenfachmann Anders Richard Åkerman (1837–1922) benannte. Dieser hatte zu Analysezwecken einige Schmelzprodukte zur Verfügung gestellt, in denen das Mineral bzw. dessen synthetische Entsprechung zuerst entdeckt wurde.
Eine der frühesten Beschreibungen von natürlich entstandenem Åkermanit ist die 1931 von Cecil Edgar Tilley und H. F. Harwood publizierte Studie der Geologie am Scawt Hill nahe der Stadt Larne im County Antrim von Nordirland. Dort entstand das Mineral als Umwandlungsprodukt von Diopsid (CaMgSi2O6 + CaO → 2CaO·MgO·2SiO2) in der Kontaktzone von Kalkstein und Dolomit, die von Diabas durchdrungen wurden.
Eine echte Typlokalität für das Mineral Åkermanit ist allerdings nicht definiert und entsprechend auch kein Typmaterial.
Da der Åkermanit bereits lange vor der Gründung der International Mineralogical Association (IMA) bekannt und als eigenständige Mineralart anerkannt war, wurde dies von ihrer Commission on New Minerals, Nomenclature and Classification (CNMNC) übernommen und bezeichnet den Åkermanit als sogenanntes „grandfathered“ (G) Mineral. Die seit 2021 ebenfalls von der IMA/CNMNC anerkannte Kurzbezeichnung (auch Mineral-Symbol) von Åkermanit lautet „Åk“.

## Klassifikation
In der zuletzt 1977 überarbeiteten 8. Auflage der Mineralsystematik nach Strunz gehörte der Åkermanit zur Mineralklasse der „Silikate“ und dort zur Abteilung „Gruppensilikate (Sorosilikate)“, wo er gemeinsam mit Gehlenit, Gugiait, Hardystonit und Melilith sowie im Anhang mit Fresnoit in der „Melilith-Reihe“ mit der Systemnummer VIII/B.02 steht.
In der zuletzt 2018 überarbeiteten Lapis-Systematik nach Stefan Weiß, die formal auf der alten Systematik von Karl Hugo Strunz in der 8. Auflage basiert, erhielt das Mineral die System- und Mineralnummer VIII/C.02-010. Dies entspricht ebenfalls der Abteilung „Gruppensilikate“, wo Åkermanit zusammen mit Alumoåkermanit, Andrémeyerit, Barylith, Gehlenit, Gugiait, Hardystonit, Hydroxylgugiait, Jeffreyit, Melilith, Meliphanit und Okayamalith die „Melilithgruppe mit Anhang“ mit der Systemnummer VIII/C.02 bildet.
Die von der International Mineralogical Association (IMA) zuletzt 2009 aktualisierte 9. Auflage der Strunz’schen Mineralsystematik ordnet den Åkermanit in die erweiterte Klasse der „Silikate und Germanate“, dort aber ebenfalls in die Abteilung „Gruppensilikate (Sorosilikate)“ ein. Diese ist allerdings weiter unterteilt nach der Art der Silikatgruppenbildung, der möglichen Anwesenheit weiterer Anionen und der Koordination der Kationen. Hier ist das Mineral entsprechend seiner Zusammensetzung und seinem Aufbau in der Unterabteilung „Si2O7-Gruppen ohne nicht-tetraedrische Anionen; Kationen in tetraedrischer [4]er- und größerer Koordination“ zu finden, wo es zusammen mit Alumoåkermanit, Cebollit, Gehlenit, Gugiait, Hardystonit, Jeffreyit und Okayamalith die „Melilithgruppe“ mit der Systemnummer 9.BB.10 bildet.
In der vorwiegend im englischen Sprachraum gebräuchlichen Systematik der Minerale nach Dana hat Åkermanit die System- und Mineralnummer 55.04.01.01. Auch dies entspricht der Klasse der „Silikate“ und dort der Abteilung „Gruppensilikate: Si2O7-Gruppen, generell ohne zusätzliche Anionen“. Hier findet er sich innerhalb der Unterabteilung „Gruppensilikate: Si2O7-Gruppen, generell ohne zusätzliche Anionen und mit Kationen in [8] und niedrigerer Koordination“ in der „Melilithgruppe“ mit der Systemnummer 55.04.01, in der auch Gehlenit, Melilith und Okayamalith eingeordnet sind.

## Kristallstruktur

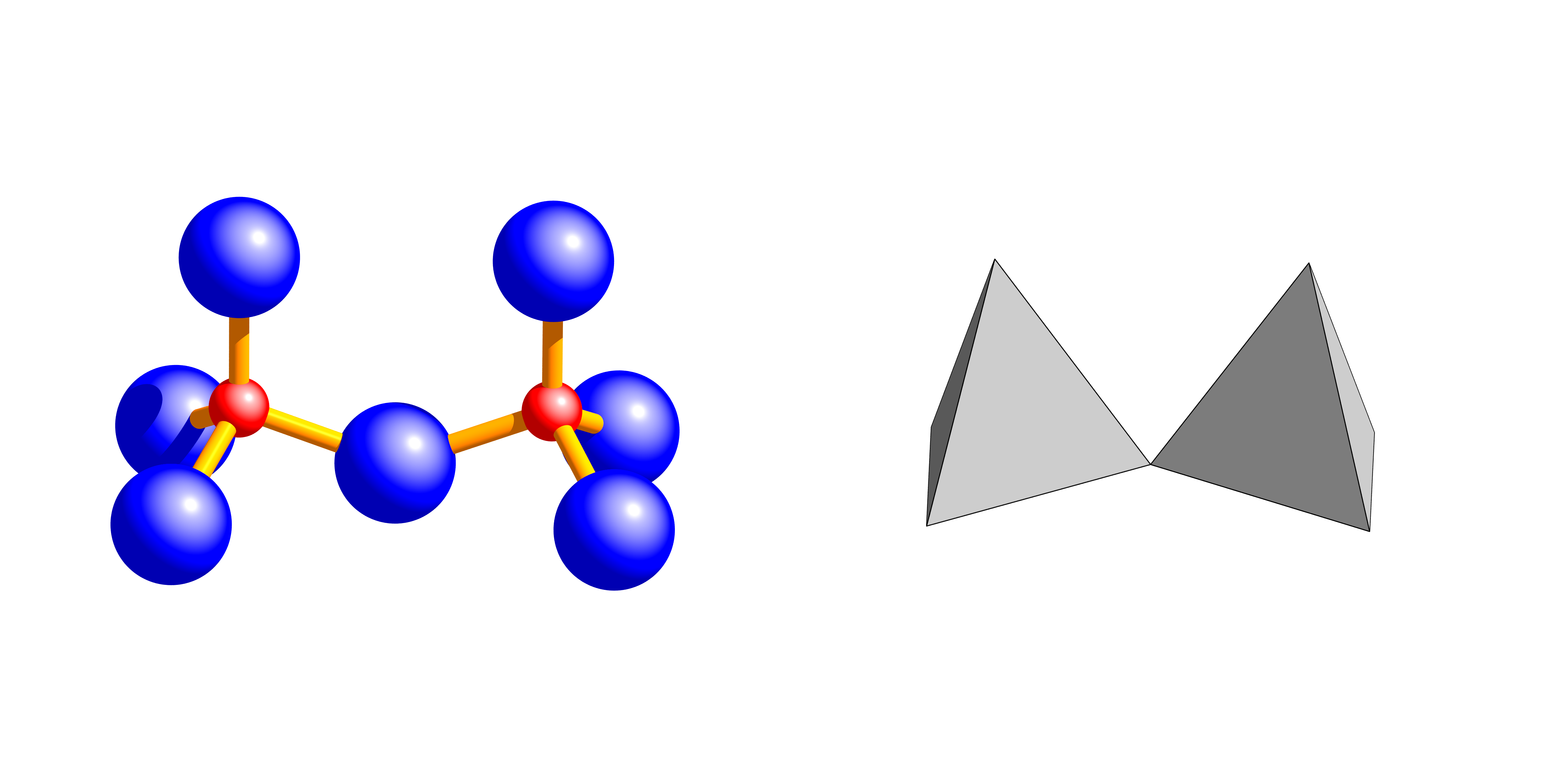
Si_{2}O_{7}-Silikatgruppe des Akermanit

Åkermanit kristallisiert tetragonal in der Raumgruppe P421m (Raumgruppen-Nr. 113) mit den Gitterparametern a = 7,84 Å und c = 5,01 Å sowie 2 Formeleinheiten pro Elementarzelle.
Die Kristallstruktur enthält [Si2O7]-Gruppen, die gestreckt mit ihrer Längsachse parallel der c-Achse angeordnet sind. Zwischen den Silikat-Gruppen sind die Kationen Calcium und Magnesium eingebaut, wobei Calcium von je acht und Magnesium von je vier Sauerstoff-Ionen umgeben sind (siehe Koordinationszahl).

## Eigenschaften
Åkermanit neigt stark zur Zersetzung.

## Bildung und Fundorte

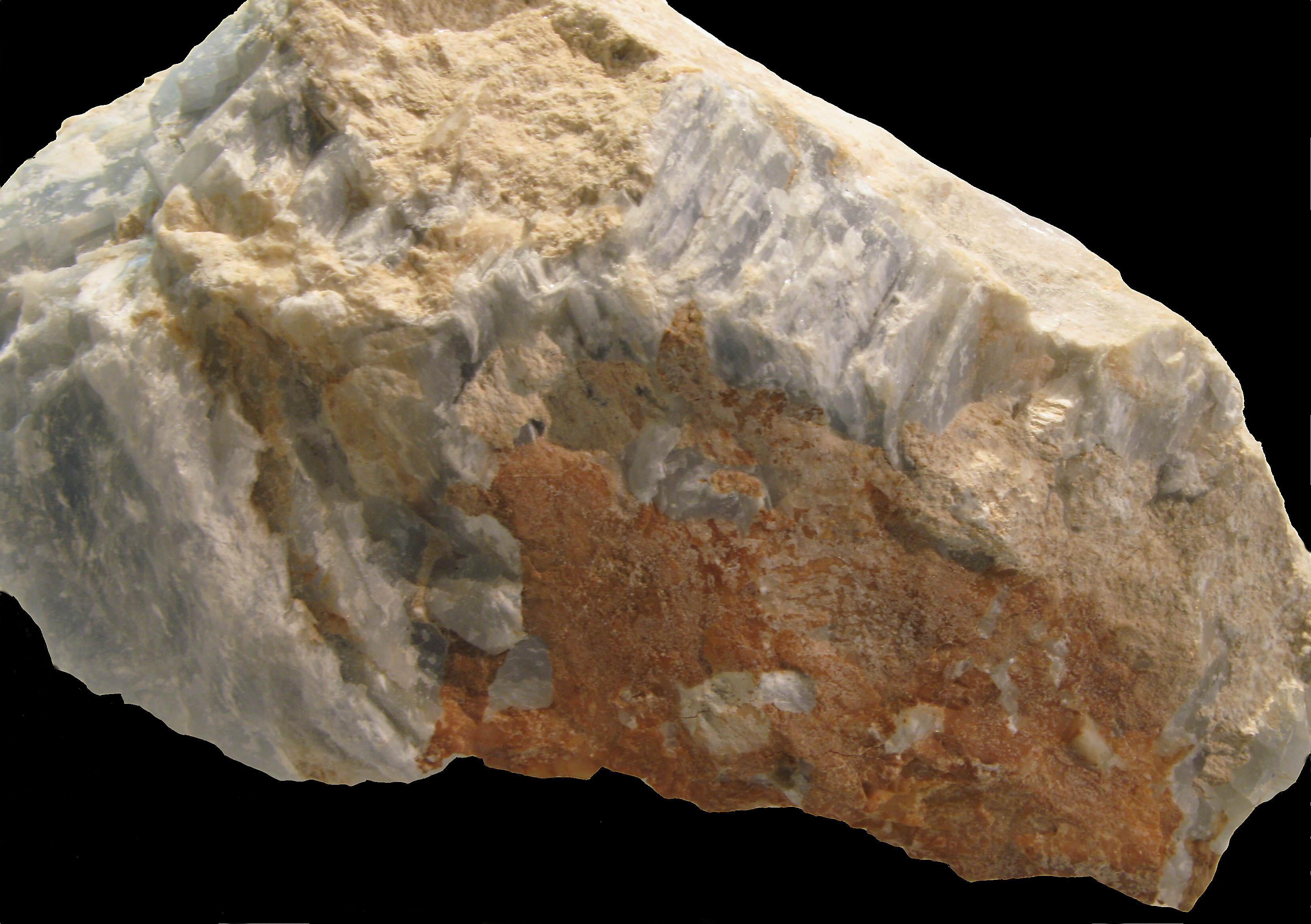
Åkermanit (gelbbraun), Calcit (blau), Hillebrandit (Varietät Foshagit, faserig) und Tilleyit (malvenfarben) aus Crestmore, Riverside, Kalifornien, USA
Ausgestellt im Mineralogischen Museum der Universität Bonn

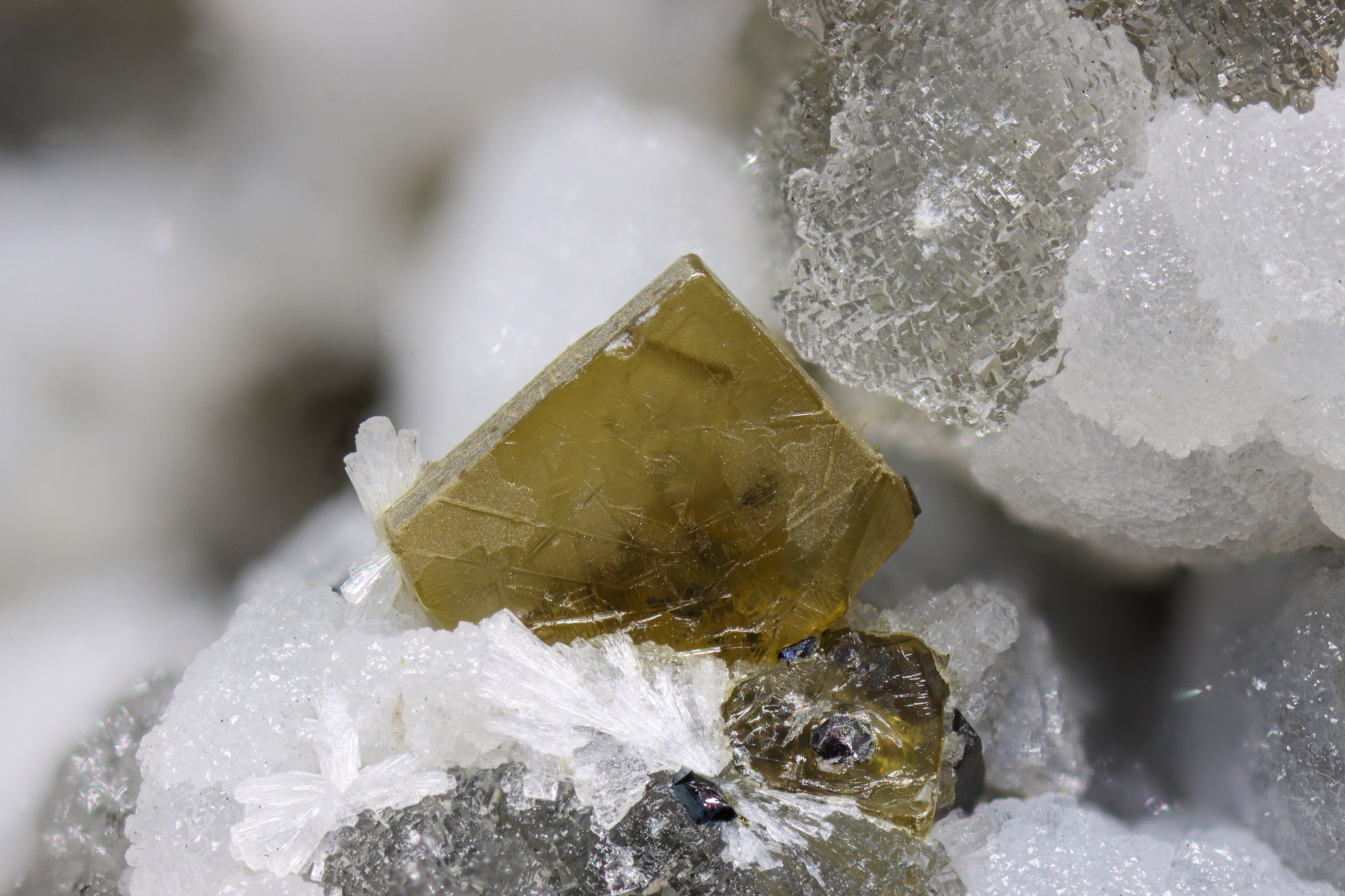
Tafeliger Åkermanitkristall aus Hillesheim, Steinbruch Graulai, Eifel (Sichtfeld 2 mm)

Åkermanit findet sich überwiegend als kristalliner Bestandteil in Eisenhüttenschlacken, aber auch Zementklinker können Åkermanit und Melilith enthalten. In der Natur bildet er sich durch Kontaktmetamorphose in kieselsäurehaltigen Kalkstein und Dolomiten sowie in Sanidinit-Fazies. Des Weiteren kann Åkermanit auch in alkalischen und calciumreichen Magmatischen Gesteinen entstehen. Als Begleitminerale treten unter anderem Diopsid und dessen eisen- und aluminiumhaltige Varietät Fassait, Forsterit, Grossular, Larnit, Merwinit, Monticellit, Spurrit und Wollastonit auf.
Als seltene Mineralbildung konnte Åkermanit nur an wenigen Orten nachgewiesen werden, wobei weltweit bisher rund 60 natürliche und anthropogene (Schlackenhalden) Vorkommen für Åkermanit dokumentiert sind (Stand: 2018).
In Deutschland fand sich das Mineral unter anderem auf Schlackenhalden der Herzog-Julius-Hütte und der Frau-Sophien-Hütte bei Astfeld sowie der Georgsmarienhütte nahe der gleichnamigen Stadt in Niedersachsen, der Hessenhütte (auch Sontraer Hütte) im Richelsdorfer Gebirge in Hessen, der Zinkhütte Genna bei Genna und einer mittelalterlichen Schlackenfundstätte im Zitzenbachtal nahe Ferndorf (Kreuztal) sowie Schlackenhalden der Hüttenwerke Binsfeldhammer und Münsterbusch bei Stolberg in Nordrhein-Westfalen, der Victor-Friedrich-Silberhütte bei Silberhütte sowie weiterer Verhüttungsbetriebe im Landkreis Mansfeld-Südharz in Sachsen-Anhalt. Fundstellen für Åkermanit ohne anthropogenen Einfluss sind unter anderem der Jusiberg bei Kohlberg und die Grabenstetter Steige bei Grabenstetten in Baden-Württemberg, die Steinbrüche Herchenberg bei Burgbrohl, Caspar am Ettringer Bellerberg, Rother Kopf bei Roth (Gerolstein) und Stolz (auch Graulai oder Graulay) in Rheinland-Pfalz.
Das bisher einzige bekannte Vorkommen in Österreich ist eine Schlackehalde der Montanwerke Brixlegg in Tirol.
Natürliche Bildungen von Åkermanit wurden zudem in Mineralproben aus den Hydrothermalfeldern Pobeda-1 und Pobeda-2 des Mittelatlantischen Rückens, von der Labrador-Halbinsel und in der Grafschaftsgemeinde Deux-Montagnes in Kanada, vom Vulkan Nyiragongo in der Demokratischen Republik Kongo, vom Berg Dupezeh bei Qala Diza (Qeladze, قلعة دزة) im irakischen Gouvernement as-Sulaimaniyya, der Hatrurim-Formation der israelischen Wüste Negev, vom Mount Somma in Italien, aus den alkalischen Vulkangesteinen bei Hamada in Japan, Flekkeren in der norwegischen Kommune Skien, ein Basaltsteinbruch bei Also-Rákos (Unter-Krebsenbach) im Kreis Harghita in Rumänien, Söråker in Schweden sowie der Iron Hill im Gunnison County in Colorado und die Kaskadenkette in New York in den USA.
Auch in dem 1983 im Kreis Ningqiang in der chinesischen Provinz Shaanxi niedergegangenen, gleichnamigen Meteoriten vom Typ CV3 konnte Åkermanit nachgewiesen werden. Möglicherweise enthält auch der Planetarische Nebel NGC 6302 (auch Käfer- oder Schmetterlingsnebel) Åkermanit neben Diopsid, Dolomit und Saponit. Allerdings gelten diese „Funde“ naturgemäß nicht als gesichert, da die Zusammensetzung des Nebels ausschließlich anhand von dessen Emissionsspektrum bestimmt wurde.
Weitere Fundorte sind unter anderem eine Schlackenhalde nahe Tsumeb in Namibia, das Odikhincha-Massiv in der Region Krasnojarsk sowie die Chibinen und Kowdor auf der Halbinsel Kola in Russland, Kilchoan auf der schottischen Halbinsel Ardnamurchan, die „Hendriksplaats Farm“ bei Mashishing (ehemals Lydenburg) und die „Wessels Mine“ bei Hotazel in Südafrika, Poličany/Kutná Hora (Schlackenlokalität) und Želénky/Duchcov in Tschechien und die „Marble Canyon Mine“ im Culberson County (Texas) in den Vereinigten Staaten von Amerika.